# 第10海軍航空旅団 (ウクライナ海軍)
第10海軍航空旅団（だい10かいぐんこうくうりょだん、正式名：ウクライナ英雄イーホル・ベザイ名称第10海軍航空旅団〈ウクライナえいゆうイーホル・ベザイめいしょうだい10かいぐんこうくうりょだん、ウクライナ語: 10-та морська авіаційна бригада імені Героя України полковника Ігоря Бедзая〉）は、ウクライナ海軍航空隊隷下の航空部隊である。
部隊名には、ロシアによるウクライナ侵攻中の2022年5月7日に戦死した元旅団長で海軍航空隊副司令官のイーホル・ベザイ大佐の名称が冠されている。

## 歴史
2004年8月20日、ウクライナ海軍航空隊所属の第9混成海軍飛行隊、第316独立海軍飛行隊、第555海軍ヘリコプター連隊を基として編成された。同年10月14日、クリミア半島のサーキ飛行場に配備。
2014年のクリミア危機により3月3日、ウクライナ本土に撤退。以降はクルバキノ空軍基地を拠点に活動している。
2023年7月2日、ウォロディミル・ゼレンスキー大統領から、勇気と勇敢さに対する栄誉賞を授与された。

## 編制
2023年時点の編制は以下のとおりとなる。
- 旅団本部
- 回転翼飛行隊
- 固定翼飛行隊
- 無人機飛行隊 - バイラクタル TB2
- 飛行場技術支援大隊
- 航空機装備技術運用部隊
- 車両装備技術運用部隊
- 補給中隊
- 救難落下傘グループ
- 気象グループ
- 専門エンジニアリングサービス
- 警備小隊

## 主要装備

### 固定翼機
| 名称             | 画像 | 製造国       | 種別   | 現用数 | 備考 |
| ---------------- | ---- | ------------ | ------ | ------ | ---- |
| Be-12            |      | ソビエト連邦 | 哨戒機 | 2      |      |
| An-2T            |      | ソビエト連邦 | 輸送機 | 3      |      |
| An-26            |      | ソビエト連邦 | 輸送機 | 2      |      |
| バイラクタル TB2 |      | トルコ       | UCAV   | 6      |      |

### 回転翼機
| 名称            | 画像 | 製造国       | 種別                              | 現用数 | 備考                   |
| --------------- | ---- | ------------ | --------------------------------- | ------ | ---------------------- |
| Ka-27           |      | ソビエト連邦 | 哨戒ヘリコプター                  | 4      |                        |
| Mi-14PL Mi-14PS |      | ソビエト連邦 | 哨戒ヘリコプター 救難ヘリコプター | 3      |                        |
| Mi-2MSB-V       |      | ウクライナ   | 救難ヘリコプター                  | 1      |                        |
| Ka-226          |      | ロシア       | 救難ヘリコプター                  | 1      | 元国家非常事態庁所属機 |
| Ka-29           |      | ソビエト連邦 | 輸送ヘリコプター                  | 1      |                        |
| Mi-8MSB-V       |      | ソビエト連邦 | 輸送ヘリコプター                  | 2      |                        |
| シーキング HU.5 |      | イギリス     | 汎用ヘリコプター                  | 3      | イギリスからの供与機   |

## 外部サイト
- ウクライナ国防省 （ウクライナ語）